# Помаранчеве небо
«Помаранчеве небо» — фільм українського кінорежисера Саші Кірієнка. Сюжет стрічки розвивається на фоні подій Помаранчевої революції 2004 року. Фільм входить до трійки так-званих фільмів "помаранчевої хвилі" до якої входять "Помаранчеве небо", Прорвемось та Оранжлав.
Фільм вийшов в український прокат 2 березня 2006 року.
Гасло фільму — «Революція — це кохання»

## Сюжет
Історія любові студентки Іванни і сина губернатора області Марка. У Марка блискуче сплановане майбутнє — навчання в престижному західному виші, така ж забезпечена наречена. Його турботи — вибір марки автомобіля, в якому клубі провести вечір з такими ж снобами і циніками з багатих сімей. Іванна емоційна, непередбачувана, їй не байдуже не тільки її майбутнє, але і майбутнє своєї країни. Вона увірвалася в життя Марка помаранчевим вихором і змінила його за лічені хвилини. Вони несхожі, вони навіть говорять різними мовами, але головне тепер — любов.

## Виробництво

### Кошторис
Кошторис фільму склав ₴2,5 млн ($0.5 млн).

### Фільмування та кастинг
Робота над фільмом почалася в кінці квітня 2005 року. Зйомки тривали 28 днів і розпочалися  6 листопада 2005 року. Фільмування поетапно проходило в Києві, в Кам'янці-Подільському, та в Криму. Епізод, де показується Помаранчева революція на Майдані знімався в річницю Революції у 2005 році. В кадрі з'являється тодішній прем'єр-міністр Юрій Єхануров, який участі в революційних подіях не брав.
Понад десять тисяч народних талантів пройшли відбіркове «сито» з метою потрапити в акторський склад. На головну жіночу роль взяли вінничанку Лідію Оболенську. За словами самої Оболенської їй було дуже складно грати роль свого персонажу, оскільки вона слабо володіла українською мовою. Оболенська змушена була спеціально запросити свою україномовну подругу зі Львова, аби та кілька днів розмовляла з нею українською мовою що мало допомогти Оболенській покращити свою розмовну українську. Врешті-решт, за словами Оболенської, у фільмі вона все одно "акала".

## Саундтрек
У фільмі звучить музика у виконанні гуртів «Океан Ельзи», «Lюk», «П'ятниця», «Тартак».

## Актори
- Олександр Лимарєв — Марк Задуха
- Лідія Оболенська — Іванна
- Микола Чіндяйкін — батько Марка
- Ксенія Бєлая — Ася
- Леся Самаєва — Леся
- Віллє Хаапасало — Фєдя
- Павло Піскун — Гєнка
- Олексій Вертинський — Інокентій Валер'янович
- Віктор Ющенко — грає самого себе
- Олег Масленніков — Попов
- Ксенія Ніколаєва — мати Марка
- Оксана Баша-Довженко — Ляля
- Борис Книженко — Міша
- Ярослав Гуревич — Гарік
- Олександр Ігнатуша — батько Іванни
- Лариса Руснак — мати Іванни
- Світлана Прус — Любаша

## Бокс-офіс
Точний бокс-офіс стрічки в українському прокаті невідомий, за деякими даними стрічка зібрала від $110 тис. до $200 тис.

## Нагороди та номінації
- За роль у фільмі Олександр Лимарєв отримав приз «За найкращу чоловічу роль» Міжнародного фестивалю «Кіно-Ялта» 2006.

## Відгуки кінокритиків
Фільм отримав переважно негативні відгуки від українських кінокритиків.
Під-час опитування кіно-часописом KINO-КОЛО семи українських кінематографістів щодо їхньої думки про фільми «Помаранчеве небо» та «Прорвемось», жоден із семи кіноекспертів не відгукнувся про фільм «Помаранчеве небо» позитивно.